# Station Parłówko
Station Parłówko is een spoorwegstation in de Poolse plaats Parłówko.